# Gare de Gérone
La gare de Gérone (en catalan : estació de Girona) est une gare ferroviaire espagnole, située sur le territoire de la commune de Gérone, dans la comarque du Gironès, dans la province de Gérone, en Catalogne.

## Situation ferroviaire
La gare de Gérone est située au point kilométrique (PK) 29,721 de la ligne Barcelone - Gérone - Portbou dans sa section entre Maçanet-Massanes et Cerbère, entre les gares en service de Celrà et de Fornells de la Selva. Elle se trouve également au PK 715,7 de la LGV Madrid-Barcelone-Figueras. Son altitude est de 78,9 mètres.

## Histoire
La gare a été inaugurée le 3 mars 1862 avec la mise en service du tronçon Maçanet-Massanes - Gérone destiné à relier Barcelone à la frontière française. Les travaux ont été réalisés par les Caminos de Hierro de Barcelona a Gerona (qui deviendront la TBF) fondée en 1862. En 1889, TBF accepta de fusionner avec la puissante MZA. Cette fusion fut maintenue jusqu'en 1941, année de la nationalisation du chemin de fer en Espagne entraînant la disparition de toutes les sociétés privées existantes et la création de la RENFE.
Le 7 juillet 1973, Gonzalo Fernández de la Mora, ministre des Travaux publics de l'époque, inaugura ce qui était considéré comme le "premier chemin de fer surélevé du réseau espagnol", donnant naissance à une nouvelle voie ferrée à travers la ville de Gérone qui supprima plusieurs passages à niveau et libéra 70 000 m2 de terrain. Un viaduc en béton de plus de deux kilomètres a dû être réalisé. Les travaux ont également impliqué la construction d'une nouvelle gare située au pied du viaduc suivant un schéma similaire à celle de Rome et d'autres bâtiments de l'époque.
Depuis le 31 décembre 2004, Renfe exploite la ligne, tandis qu’ADIF est propriétaire de toutes les installations ferroviaires.
À la suite des travaux de la ligne à grande vitesse, il a été décidé de construire une nouvelle gare en souterrain qui remplacera celle construite en 1973 et entraînera la destruction du viaduc ferroviaire construit à l'époque. Les travaux d'excavation et d'achèvement de la voûte qui abrite la gare ont été achevés le 1er mars 2012. Cette dernière située dans le secteur du parc centrale, a une structure de 640 mètres de long, 58 mètres de large et 26 de profondeur. Elle est recouverte d'une dalle d'une superficie de 28 720 m2. Cette gare a été creusée par un tunnelier.
Depuis le 15 décembre 2013, cette gare perd sa connexion avec Paris via le Trenhotel, avec Cerbère et Madrid via le train Estrella et avec Lorca et Montpellier via Talgo en raison de la suppression de ces trains à la suite de l'inauguration de services internationaux à grande vitesse.
En 2016, 2 166 000 voyageurs (se répartissant en 1 118 000 montées et 1 048 000 descentes) ont transité dans des trains de Rodalies de Catalunya tandis que 553 700 voyageurs ont transité dans des AVE et 491 400 voyageurs dans des Avant.
Dans les années à venir, elle devrait devenir souterraine et être déplacée à l'endroit où la ligne à grande vitesse passe déjà.

## Service des voyageurs

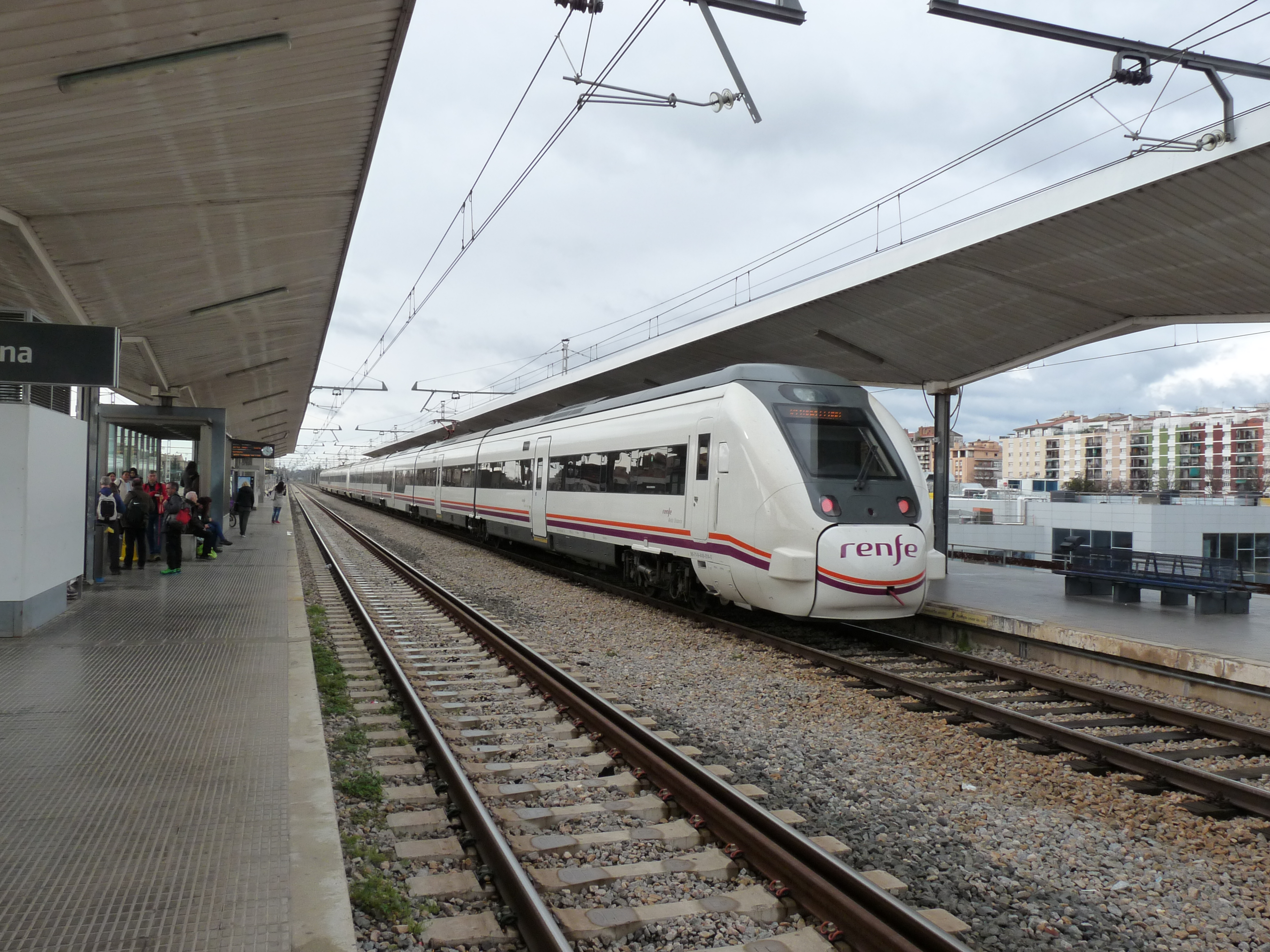
Une unité de la série 449 assurant un service de Media Distancia vers Barcelone-Sants.

### Accueil
La gare de Gérone est située dans le centre-ville. Elle dispose d'un grand bâtiment pour passagers situé sous les voies, dans lequel il existe divers services : guichets, points d'information, salles d'attente, bar, restaurant et plusieurs établissements commerciaux.

### Desserte
La gare de Gérone est desservie par les trains régionaux de la ligne R11 de Rodalies de Catalunya et les trains de la ligne RG1 de la Rodalia de Gérone, et par tous les AVE et TGV reliant la France et l'Espagne (notamment Madrid – Marseille et Barcelone – Paris).

### Intermodalité
Elle est accessible depuis la place d'Espanya, avec la gare routière interurbaine juste à côté. Il y a également des taxis devant le bâtiment de la gare souterraine.

## La gare
Au sud de la ville, il y a la gare marchandises de Gérone, à environ 3 km de cette gare et à travers laquelle vous pouvez accéder à la ligne à grande vitesse (à voie normale) vers Mollet et Barcelone.

### Gare de surface
Les trains situés en hauteur sont accessibles par des escaliers, des escaliers mécaniques et des ascenseurs. Cet étage possède 4 voies, les deux générales (voies 1 et 2) et deux déviés (voies 3 et 4). La voie 2 possède 3 rails, pour permettre la circulation des trains à écartement ibérique (1 668 mm) et normal (1 435 mm). La voie 4 (à droite des voies générales en direction de Portbou) est uniquement à voie normale tandis que les voies 1 et 3 sont uniquement à écartement ibérique. Au total, il y a trois quais, partiellement couverts par des auvents, ainsi qu'un bâtiment (à droite des voies) dédié à la circulation et divers services liés au chemin de fer.

### Gare souterraine
Elle possède quatre voies, deux principales (voies 11 et 12) et une voie déviée de chaque côté (voies 13 et 14). Elle possède deux quais de 400 mètres de long, situées à une profondeur de 26 mètres. L'accès à cette gare se fait par un passage couvert situé à la même hauteur que le vestibule de la gare de surface. Dans ce bâtiment, il y a des ascenseur accédant directement aux quais et des escaliers et escaliers mécaniques accédant à chaque niveau. Au niveau -1, il y a un contrôle de sécurité avant d'accéder aux ascenseurs ou escaliers mécaniques menant à un autre étage inférieur (l'étage -2) qui lui permet d'accéder aux voies. Cette gare disposera d'un parking souterrain de deux étages disposant de 990 places.